# آنه کریگسوول
آنه کریگسوول (نروژی: Anne Krigsvoll؛ زادهٔ ۴ فوریهٔ ۱۹۵۷) بازیگر اهل نروژ است.
از فیلم‌ها یا مجموعه‌های تلویزیونی که وی در آن‌ها نقش داشته‌است، می‌توان به تشویش، آوگوست استریندبری: یک عمر و لیلیهامر اشاره نمود.
همچنین برندهٔ جوایزی همچون جایزه آماندا شده‌است.